# کولی‌دره
کولی‌دره یکی از روستاهای استان آذربایجان شرقی است که در دهستان ورگهان بخش مرکزی شهرستان اهر واقع شده‌است.این روستا ۷۳ نفر جمعیت دارد.